# Leucania colorata
Leucania colorata là một loài bướm đêm trong họ Noctuidae.